# 闇の末裔
『闇の末裔』（やみのまつえい）は、『花とゆめ』（白泉社）で連載された、松下容子による少女漫画。およびそれを原作としたアニメ作品。

## 概要
花とゆめ2006年6号に別冊付録として描かれたのを最後に連載は中断されて9年近く休載中だったが、『ザ花とゆめ』2011年10月1日号より連載を再開。ザ・花とゆめ2011年8月1日号に同作品の特別編が掲載されている。2017年7月時点で累計発行部数は400万部を突破している。
本編は幻想界編と鎌倉編の同時進行の途中で連載休止となっているが、壬生織也と櫻井寺右京の短編が2話、付録本として発行されている。2冊目の付録本にて、京都編で行方不明になった邑輝が織也の元へと返されている。
アニメ化以前にドラマCD化されている。第1弾は「花とゆめ」読者への応募者全員サービス企画、第2弾は一般発売されている。

## あらすじ
冥府にある死者の生前の罪業を裁く機関「十王庁」。その中で閻魔大王自ら指揮をしている閻魔庁の召喚課は、死者に関するトラブルを専門に扱う機関である。そこに所属する職員は「死神」と呼ばれている。召喚課に所属する昼行灯・都筑麻斗は、新パートナーである黒崎密と九州地区を担当していた。都筑を付け狙う外科医・邑輝一貴の起こす数々の事件で、次々と都筑や密の生前のことが明らかになるにつれ、事件の被害者も増えていく。

## 登場人物
声の記述はドラマCD / アニメ版の順

### 死神
都筑麻斗（つづき あさと）声 - 岡野浩介 / 三木眞一郎
主人公。九州地区担当の死神。性格は楽天家でお人好し、トリ頭で方向音痴。最高位の十二体の式神＝十二神将を使役する、十王庁トップの能力者。少々天然、以前仕事で書庫を破壊してしまった事から300年8か月タダ働きの予定。甘いものが大好き。紫水晶を思わせる紫色の瞳の持ち主だが、その色は本来人間には無いものである。1900年2月24日生まれ。血液型はB型。左利き。享年26。生前、琉架（るか）という姉がいたらしい。料理は出来上がるものは見た目はいいのに、味は反比例して死ぬほど不味い。社交ダンスも踊れる（姉仕込み）。他人にはずかずかと踏み込むが、自身のことは隠して見せようとしない。
衰弱に近い身体環境にありながら数年も生き続けていたり、複数の人間に生命を狙われていたなど生前から人ならざる能力を所持していたらしき描写が随所にある。
黒崎密（くろさき ひそか）声 - 瀧本富士子 / 浅野まゆみ
都筑のパートナー。人間としての没年齢は16歳。1980年10月18日生まれ。16歳。血液型はAB型。精神感応能力がある少年。生前は鎌倉の名家出身で感応能力ゆえに座敷牢へ閉じ込められるなどの虐待を受けていたため、人と付き合うのが苦手だった。線は細いが、武家の血をひく生まれのため、武道を嗜んでいた。死因は邑輝による呪殺で、彼に復讐するために死神になった。呪殺をかけられた時、邑輝に強姦された。
生まれてすぐに殺された同名の姉がおり、元々自身の名は姉の名を付けられたものである。
巽征一郎（たつみ せいいちろう）声 - 森川智之
召喚課課長秘書。人間としての没年齢は29歳。12月27日生まれ。血液型はA型。過去に都筑と3か月だけパートナーを組んでいた。母親が公家の生まれ。妹が2人いる。生前は両親の駆け落ち婚による貧窮のせいで苦労人だった。節約することが趣味で、召喚課の経理についての決定権を所有している。都筑に母の面影を重ねているらしく、心の底では彼を大事に思っている。召喚課の影の主人。彼の節約好きは召喚課がいつも都筑の破壊行動の影響で赤字であることに頭を悩ませたことが原因である。
亘理温（わたり ゆたか）声 - 関俊彦
近畿地区担当の死神。人間としての没年齢は24歳。1953年4月18日生まれ。血液型はO型。京都生まれの大阪育ちで関西弁を話す。気さくで陽気。科学的分野に秀でている、マッド・サイエンティスト。よく怪しげな薬を作っては都筑に飲ませている。プールの水で脱色した金髪の長髪。鎌倉編で、無いはずもなかった心の暗部が垣間見えた。また、閻魔王からは「金烏」と呼ばれている模様。絵が下手で、巽曰く「美術2」である。
寺杣始（てらずま はじめ）
第4エリア・中国地方担当の死神。都筑の後輩だが、彼との折り合いは良くない。生前は広島県警に所属する現場叩き上げの刑事だったが、交通事故で死亡。死後、第4エリアの後任になったが、先任が無理やり式神を引き継がせたために、体には痣ができ式に変身・暴走する。熱血一直線かつ素直に物事を言えない性格で、女性に触れると式が暴走して変身する（以前、密にも触って変身した）。若葉のことが好きらしいが、素直になれない。嫉妬深い。
閂若葉（かんぬき わかば）声 - 白鳥由里
寺杣のパートナーの少女で、彼より先輩。人間としての没年齢は17歳。寺杣の事が好き。天然パーマのふわふわした髪に、赤いリボンを巻きつかせるように結んでおり、常にセーラー服を着ている。寺杣を術で元に戻せる唯一の人。
代々巫女の家系に生まれ、友人である双児の鴉天狗・虎太郎（こたろう）&狐次郎（こじろう）兄弟からは「巫女殿」と呼ばれている。幻想界への扉を開ける4人のうちの1人で、目の色が左右違っている。
近衛（このえ）声 - 田中秀幸 / 西村知道
召喚課課長。本名は不明。都筑のせいで気苦労が多い人物。甘党で、各地へ出張する部下達にお土産を期待している。
閻魔（えんま）
冥府の支配者。都筑の秘密を握っており、森羅万象の力を操る彼を己の支配下に置いて監視しているが、詳細は不明。
「悪魔のトリル編」で、聖の身体を借りて都筑に語りかけていると思われる描写がある。
鎌倉編で、亘理のことを「金烏」と呼び、何らかの関わりがある描写がみられた。

### 人間
邑輝一貴（むらき かずたか）声 - 速水奨
東京の勤務医。1964年12月4日生まれ。血液型はA型。紫園（しおん）大学医学部卒。代々続く医者の家系でお金持ち。数々の事件の黒幕で、殺人現場を目撃した密を呪殺した犯人。祖父・邑輝雪貴（むらき ゆきたか）が生前の都筑の主治医であり、雪貴の残した資料により都筑の存在とその特異な体質を知る。そして、都筑の生命力を利用し、亡き異母兄・咲貴（さき）を復活させて自らが殺す計画のため、都筑を狙っていた。櫻井寺右京とは恋仲。付録本では、京都の事件の数年後に友人・壬生織也の元へと戻される様子が描かれている。
壬生織也（みぶ おりや）声 - 井上和彦
邑輝の高校時代からの友人で武芸の達人。紫園大学薬学部卒。京都・祇園にある昼間は高級料亭、夜間は隠し女郎屋の「鼓鶴楼（こかくろう）」の若主人。長い黒髪に着物、キセルパイプを愛用。霊力が高く、霊体になった死神も見える。父親とは不仲。右京が好きらしいが、邑輝も彼女も大事なために手出しはできない性格。
櫻井寺右京（さくらいじ うきょう）
本編中ではコミックス第3巻に収録された「スォードのK」とコミックス第7巻 - 第8巻の「京都編」に話題が出ていた、邑輝の幼馴染の彼女。外見は幼いが、邑輝や織也より2歳下。サクラ製薬の令嬢で紫園大学薬学部卒。極度の男性恐怖症、触れて平気なのは邑輝のみ。友人・織也は自分から触るなら何の影響もなく、織也から触れるのは怖さは残るもののだいぶ克服している。

### 式神
幻想界の住人で、契約をした「主」の呼び出しに応じて力を貸している神仙達。

#### 十二神将
契約者は都筑麻斗。十二天将も参照。
東方守護獣蒼龍（とうほうしゅごじゅう そうりゅう）
四聖獣、または四大精霊王と呼ばれる神仙で、水属性。召喚時には青い龍の姿で現れる。少々頑固な所がある。人身時には青い長髪の中年姿で、息子と娘を1人ずつ持つ子煩悩な父親な面もある。しかし、幻想界に式神を求めてやって来た密を初対面から敵視し、事あるごとに因縁を吹っ掛け殺害しようと襲いかかる。以前、幼い密がさ迷い込んだかのような呟きを漏らしたこともある。
南方守護獣朱雀（なんぽうしゅごじゅう すざく）
四聖獣、または四大精霊王と呼ばれる神仙で、火属性。召喚時には朱い鳳凰の姿で現れる。通称「朱雀姐さん」。人身時にはグラマラスな美女姿で、髪を後ろで束ね、裾の短いチャイナ服を愛用している。騰蛇の事が大嫌いで、よく喧嘩をふっかけている。都筑が大好きで、彼に会うたびに抱きついている。
西方守護獣白虎（せいほうしゅごじゅう びゃっこ）
四聖獣、または四大精霊王と呼ばれる神仙で、風属性。召喚時には白い虎の姿で現れる。人身時には長い髪を後ろで括っている青年姿。他の神仙と違い、人身時でも虎の尻尾がついている。獣の姿の時は年寄り臭い言葉遣いをするが、人身時には現代の青年のような言葉遣いをする。
北方守護獣玄武（ほっぽうしゅごじゅう げんぶ）
四聖獣、または四大精霊王と呼ばれる神仙で、地属性の力を使う。召喚時には亀と蛇が交尾しているような獣の姿で現れる。人身時には小さな爺様姿で、杖を愛用。なぜか機械音がして、自分自身の事も「ポンコツじゃが」と言っている。同じ十二神将である六合の師匠で「こづかいクレ」が口癖。十二神将の中では最年長らしい。
騰蛇（とうだ）
京都編で初登場した黒い炎を使う蛇神で、火属性。その力の凶悪さから、式神・天空宮の中へ幽閉されていた。都筑の式神になり、能力制御装置付きでならという条件で、外へ出された。京都編で都筑の願いにより、主である都筑自身を殺そうとした事で、以前から不仲だった朱雀の怒りを買う。ただし、都筑を大切に思っており、彼を苦しみから解き放てるならと思い遣ってのことだった。
雷帝貴人（らいてい きじん）
黄帝黄龍（こうていおうりゅう）から与えられた蒼龍の力が空へ溢れ、生み出された蒼龍の息子で風属性。青い髪の少年で、父親とは正反対の温和な性格。言霊を使う。倶梨伽羅に対峙した時、彼とは別の人格が表出していた。
海皇天后（かいおう てんこう）
黄帝黄龍（こうていおうりゅう）から与えられた蒼龍の力が海へ溢れ、生み出された蒼龍の娘で水属性。青い髪の幼女で父と兄が大好き。人懐っこい。「〜なのだ」が口グセ。
占星術師六合（せんせいじゅつし りくごう）
顔に4つ、両手に1つずつ計6つの目を持っている。登場当初から密を殺そうとした蒼龍の邪魔をしたり、「奴は人の上に立つべきではない」など蒼龍に対して好意的な感情は持っていない。亜空間を作って時間を止めることなどが出来る。
禁呪士大裳（きんじゅし たいもう）
名前の通り禁呪を行う神仙のようだが、顔は真っ黒。しゃべれるが、作中では口が描かれていない。男性の体格をしている。周囲に気配りができる。
大陰（たいいん）
ハニワのようなツボのような姿をした神仙。幻想界で密と一番初めに会ったが、ただの壺扱いされていた。「はにゃ」が口グセ。
宮廷音楽家勾陳（きゅうていおんがくか こうちん）
琵琶を愛用している音楽家。額や頬、胸元、手の甲などに桜の刺青があり、服装はお色気姐さんそのもの。時々、天后に昔語りを聞かせている。
宮殿天空（きゅうでん てんくう）
名前の通り、巨大な宮殿の姿をした神仙。喋る事もでき、十二神将は天空宮で暮らしている。以前、騰蛇を自分の中に幽閉していた。「天空小父」と呼ばれている。

#### その他（式神）
伯爵（はくしゃく）声 - 曽我部和恭 / 小杉十郎太
人間の寿命と鬼籍を管理する『蝋燭の館』の主人。ファントムの様な銀色の仮面と手袋だけが空中に浮いている。本作での主な死神達の任務は伯爵からの依頼が大半。
都築を信頼しその身を案じているが、自身のパソコンには報告書に混じって大量の都筑の隠し撮り写真を保管しているなど、あからさまな変態思考である。都筑に「ツケは体で支払え」と要求しているが、その度に彼に殴られたり蹴落とされたりしている。巽とは都筑を女性化した自作の小説の件以来、折り合いは良くない。ワトソンという本場イギリスから来た、ゾンビの老庭師を従える。
リコ
契約者 黒崎密
密が初めて捕獲した式神で水属性Lv1。テンガロンハットを被った鉢植えサボテンのような姿。密との力試しは「あっちむいてホイ」。鳴き声は「リコリコ」。しゃべる事もでき、口癖は「ヘイ、ユー!」や「アミーゴ」など。玄武をグランパと呼んでいる。リコが目撃されると公共事業が増える（らしい）が、理由は不明。浮遊砂漠で密を庇って死亡。
倶梨伽羅（くりから）
幻想界で戦争を起こしたことがあり、浮遊砂漠に幽閉されている龍王で火属性。黒い長髪を持ち、幼い外見をしているが、水属性の蒼龍と互角以上に戦える力を持っている神仙。鍛冶の神とも言われていて、浮遊砂漠の鍛冶場で刀剣を作り暮らしている。布都御霊（フツノミタマ）という喋る剣と庵が右腕。戦争を起こしたことには理由があり、そのために自ら罪を被った。姿を現さない黄帝の存在自体に疑問を持っている。
倶生神（ぐしょうしん）
声 - 高木渉（兄）、田中真弓（弟） / 中西裕美子（兄）、水田わさび（弟）
書庫の司書。双子であり、同じ姿形をしている。兄は赤い服を、弟は青い服を着ている。とても真面目で、都筑のルーズさに手を焼いている。くちばしを持つ鳥のような顔をしている。都筑のサポートを任されたときは、どちらかがついてきて、その間の仕事は残されたほうがしている。

### その他の登場人物
『向こう岸の2人』（コミックス1巻）
安宿（あすか） / 木村真幸（きむら まさき）
情報部から召喚課へ移籍してきた都筑のパートナー。初めての仕事は、生きる意志のない杉沢彩紅（すぎさわあやこ）を冥府に連れて行く事だった。
前者は偽名で、後者は本名。川で溺れた従妹（彩紅）を助けて自分は溺死した。没年齢18歳。その事故が原因で心を痛め、自殺未遂を続けている彩紅を密かに助けていた。その後、地上に復帰する。
『闇の末裔 第1話〜吸血鬼事件編』（コミックス1巻）
マリア・ウォン声 - 今井由香
香港出身の歌手。長崎で起きた吸血鬼事件の実行犯だが、実際は邑輝に操られた遺体。嫁ぎ先の母親の態度に耐え切れずに自殺するが、マリアの稼いでいた金のために母親が邑輝に蘇生を依頼。体を保つために生き血をすする吸血鬼として生き返った。
『ラストワルツ』（コミックス2巻）
東城緋冴（とうじょう ひさえ）
鬼籍に名前が載ってから3か月も生きていた少女。病を煩っていたにも関わらず、ダンスや事故死した兄・蘇芳（すおう）の事が現世へ引き止めていた原因だった。都筑とのダンス大会出場後、心残りもなくなり眠るように死亡。没年齢19歳。
『悪魔のトリル』（コミックス2巻）
水無瀬聖（みなせ ひじり）声 - 高山みなみ
密とそっくりの顔の少年。白鷺音楽学校のバイオリン科所属。上総からは「ひーちゃん」と呼ばれる。バイオリンの腕は最高で、発表会でもソロ演奏を任されるほど。両親は他界し、学校の寮で生活している。悪魔と契約した音楽家・音無達也（おとなしたつや）の角膜を右目に移植されたため、音無の1人娘・上総の命と引き換えに、バイオリンで名声を得るという契約を、聖が引き継ぐ。
実は「黒崎密」のプロトタイプとして作ったキャラクターだったが、アニメの作画担当者が思いのほか気に入ってしまったためゲストキャラとして登場した。
音無上総（おとなし かずさ）声 - 川上とも子
音楽家・音無達也の一人娘。悪魔の正体を見破る能力を持っていたため、悪魔に命を狙われた。父親の角膜が移植された聖と出会うが、父親が悪魔と契約をしていて、その契約書は聖に移植された角膜だったために再度契約が執行される。悪魔に狙われた聖と自分は冥府に保護されるが、最後は落ちてきた柱から聖をかばって死亡。現在は召喚課の第2秘書として図書館で倶生神達と働いている。没年齢10歳。
サーガタナス声 - 沢木郁也
音無達也と契約をした悪魔。精霊旅団の指揮官で、魔界の大公爵・竜騎公（りゅうきこう）アシタロテの直属の部下。人の心を覗き、その本心や弱みにつけこむ。契約を無理矢理執行させるため、都筑に乗り移って聖を殺そうとした。
『スォードのK』（コミックス3巻）
華京院椿（かきょういん つばき）声 - 豊嶋真千子
通称「椿姫」。華京院グループ会長の1人娘。生まれつき心臓が弱く、母の主治医でもあった邑輝の患者。香港での友人・アイリーンの心臓を移植され、邑輝に「アイリーンは椿姫の中で生きている」と催眠術を掛けられて殺人を行っていた。都筑達に正体を明かし、事件の真相をも話したために邑輝に撃たれる。爆破され、沈み行く船の中で密に自分を殺してくれと頼んだ。
アイリーン声 - 佐久間紅美
香港出身の少女で、椿の唯一の友人。椿が香港に住んでいた頃、椿の部屋の前の路上で花売り娘をしていたが、椿が日本へ帰国する時、椿の遊び相手兼船のカジノのディーラーとして雇われた。雇った本当の目的は内臓の密売のためで、椿に移植された心臓は彼女のものだった。
『聖ミシェル高等学校編』（コミックス4巻）
三渓（みたに）
聖ミシェル高等学校キリスト教史の教諭。岡崎出流と関係を持ってしまった事と、彼と藤沢を死なせた罪悪感に苛まれ、フォカロルに操られた岡崎に殺された。
岡崎出流（おかざき いずる）
聖ミシェル高等学校の生徒会長。三渓と関係を持つが、彼に見捨てられたくないという思いを悪魔・フォカロルに付け込まれ、情事の最中に自分自身を切り刻んで自殺。その後、身体を乗っ取られた。没年齢17歳。
藤沢（ふじさわ）
聖ミシェル高等学校の副会長。三渓との情事の最中彼に殺された。没年齢17歳。
月居琪羅（つきおり きら）
聖ミシェル高等学校の寮長。閻魔大王の密命を受けて、男装して聖ミシェル高等学校に潜入していた女悪魔祓い師。

## 用語
死神
閻魔庁召喚課に勤める職員。何らかの原因で死期に狂いの生じた人間を調査・誘導し、問題解決に奔走する。エリア毎に二人ずつ担当。9地区18名。
専門職なので地位は高いが、危険な任務に反して安月給である。普通の人間を装うために実体化したり、幽体化したり出来る。
九州地区
主人公コンビの担当地区。第二領域。九州は田舎で平和なので全地区の中でもヒマらしい。その一方で、第七領域（関東地区）の2人は忙殺されているらしく、出てこない。

## 書誌情報
- 松下容子 『闇の末裔』 白泉社〈花とゆめコミックス〉、既刊13巻（2017年7月20日現在）
  1. 1997年9月19日発売、ISBN 4-592-12446-4
  2. 1997年12月12日発売、ISBN 4-592-17402-X
  3. 1998年3月19日発売、ISBN 4-592-17403-8
  4. 1998年7月17日発売、ISBN 4-592-17404-6
  5. 1998年10月19日発売、ISBN 4-592-17405-4
  6. 1999年2月19日発売、ISBN 4-592-17406-2
  7. 1999年5月19日発売、ISBN 4-592-17407-0
  8. 1999年12月14日発売、ISBN 4-592-17408-9
  9. 2000年7月19日発売、ISBN 4-592-17409-7
  10. 2000年12月14日発売、ISBN 4-592-17410-0
  11. 2001年12月14日発売、ISBN 4-592-17411-9
  12. 2010年1月19日発売、ISBN 978-4-592-17416-5
  13. 2017年7月20日発売、ISBN 978-4-592-19417-0

## テレビアニメ
2000年10月2日から12月18日までWOWOWにて放送。全13話。その後、2001年より独立U局、作者の出身地の熊本やキッズステーションで再放送された。

### スタッフ
- 監督 - ときたひろこ
- シリーズ構成 - あみやまさはる
- キャラクターデザイン・総作画監督 - 中山由美
- 美術監督 - 東潤一
- 色彩設計 - 丸山美江子
- 撮影監督 - 中條豊光
- 編集 - 西山茂
- 音楽 - 斉藤恒芳
- 音響監督 - 田中英行
- プロデューサー - 森山敦、松倉友二
- アニメーション制作 - J.C.STAFF
- 製作 - 闇の末裔製作委員会（白泉社、ムービック、キングレコード）

### 主題歌
オープニングテーマ「EDEN」
作詞・作曲 - Dai / 編曲・歌 - TO DESTINATION
エンディングテーマ「LOVE ME」
作詞・作曲 - JOE ALCOHOL / 編曲・歌 - THE HONG KONG KNIFE

### 各話リスト
| 話 | サブタイトル       | 脚本           | 絵コンテ              | 演出         | 作画監督        | 放送日         |
| -- | ------------------ | -------------- | --------------------- | ------------ | --------------- | -------------- |
| 1  | 長崎編 (1)         | あみやまさはる | ときたひろこ          | 岡本英樹     | 中山由美 和田崇 | 2000年 10月2日 |
| 2  | 長崎編 (2)         | あみやまさはる | ひいろゆきな          | ひいろゆきな | 坂井久太        | 10月9日        |
| 3  | 長崎編 (3)         | あみやまさはる | 福田道生              | 岡本英樹     | 大木良一        | 10月16日       |
| 4  | 悪魔のトリル編 (1) | 堀井明子       | やまざきかずお        | 新田義方     | 山沢実          | 10月23日       |
| 5  | 悪魔のトリル編 (2) | 堀井明子       | 小滝礼                | 杉谷光一     | 丸山隆          | 10月30日       |
| 6  | 悪魔のトリル編 (3) | 堀井明子       | やまざきかずお        | 鈴木行       | 相澤昌弘        | 11月6日        |
| 7  | スォードのK (1)    | 堀井明子       | ひいろゆきな          | ひいろゆきな | 安田好孝        | 11月13日       |
| 8  | スォードのK (2)    | 堀井明子       | やまざきかずお        | 岡本英樹     | 大木良一        | 11月20日       |
| 9  | スォードのK (3)    | 堀井明子       | 小滝礼                | 新田義方     | 山沢実          | 11月27日       |
| 10 | 京都編 (1)         | あみやまさはる | 福田道生              | 石堂宏之     | 杉本功          | 12月4日        |
| 11 | 京都編 (2)         | あみやまさはる | やまざきかずお        | 鈴木行       | 相澤昌弘        | 12月11日       |
| 12 | 京都編 (3)         | あみやまさはる | ひいろゆきな          | ひいろゆきな | 安田好孝        | 12月18日       |
| 13 | 京都編 (4)         | あみやまさはる | ひいろゆきな 岡本英樹 | 岡本英樹     | 中山由美        | 12月18日       |

### 放送局
| 放送地域 | 放送局 | 放送期間                 | 放送日時           | 放送系列 | 備考 |
| -------- | ------ | ------------------------ | ------------------ | -------- | ---- |
| 日本全域 | WOWOW  | 2000年10月2日 - 12月18日 | 月曜 18:30 - 19:00 | BS放送   |      |

| WOWOW 月曜 18:30枠 | WOWOW 月曜 18:30枠 | WOWOW 月曜 18:30枠                     |
| 前番組             | 番組名             | 次番組                                 |
| ------------------ | ------------------ | -------------------------------------- |
| ゲートキーパーズ   | 闇の末裔           | テイルズ オブ エターニア THE ANIMATION |